# Bùi Thị Xuân (phường)
Bùi Thị Xuân là một phường cũ thuộc thành phố Quy Nhơn, tỉnh Bình Định, Việt Nam.
Phường Bùi Thị Xuân có diện tích 50,21 km², dân số năm 1999 là 12.938 người, mật độ dân số đạt 258 người/km².

## Hành chính
Phường Bùi Thị Xuân được chia thành 8 khu vực: 1, 2, 3, 4, 5, 6, 7, 8.
Theo Nghị quyết số 1664/NQ-UBTVQH15 năm 2025, giải thể thành phố Quy Nhơn, sáp nhập tỉnh Bình Định vào tỉnh Gia Lai và thực hiện hợp nhất toàn bộ diện tích tự nhiên và dân số của phường Bùi Thị Xuân và xã Phước Mỹ thuộc thành phố Quy Nhơn thành phường Quy Nhơn Tây.